# Tympanophyllum auriculatum
Tympanophyllum auriculatum är en insektsart som beskrevs av Andrej Vasiljevitj Gorochov och Volchenkova 2002. Tympanophyllum auriculatum ingår i släktet Tympanophyllum och familjen vårtbitare. Inga underarter finns listade i Catalogue of Life.